# 萨拉里亚道

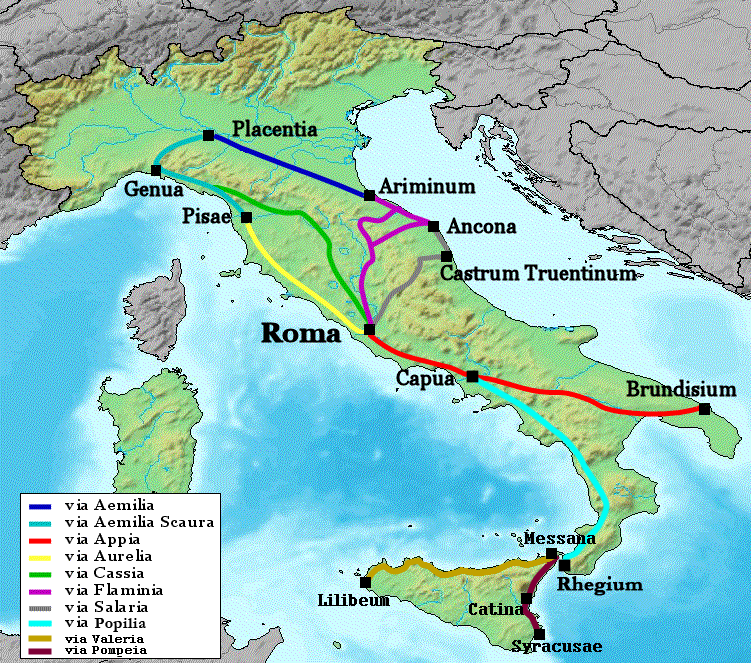
灰色路線是薩拉里亞道

薩拉里亞道（Via Salaria）是義大利的一條羅馬道路。這條道路的起點是羅馬，終點是亞德里亞海沿岸的阿斯科利港，全長有242公里。

## 外部連結
- Via Salaria (Platner and Ashby's A Topographical Dictionary of Ancient Rome, London: Oxford University Press, 1929)

41°54′00″N 12°28′59″E / 41.900°N 12.483°E